# Pirâmide de Hellinikon

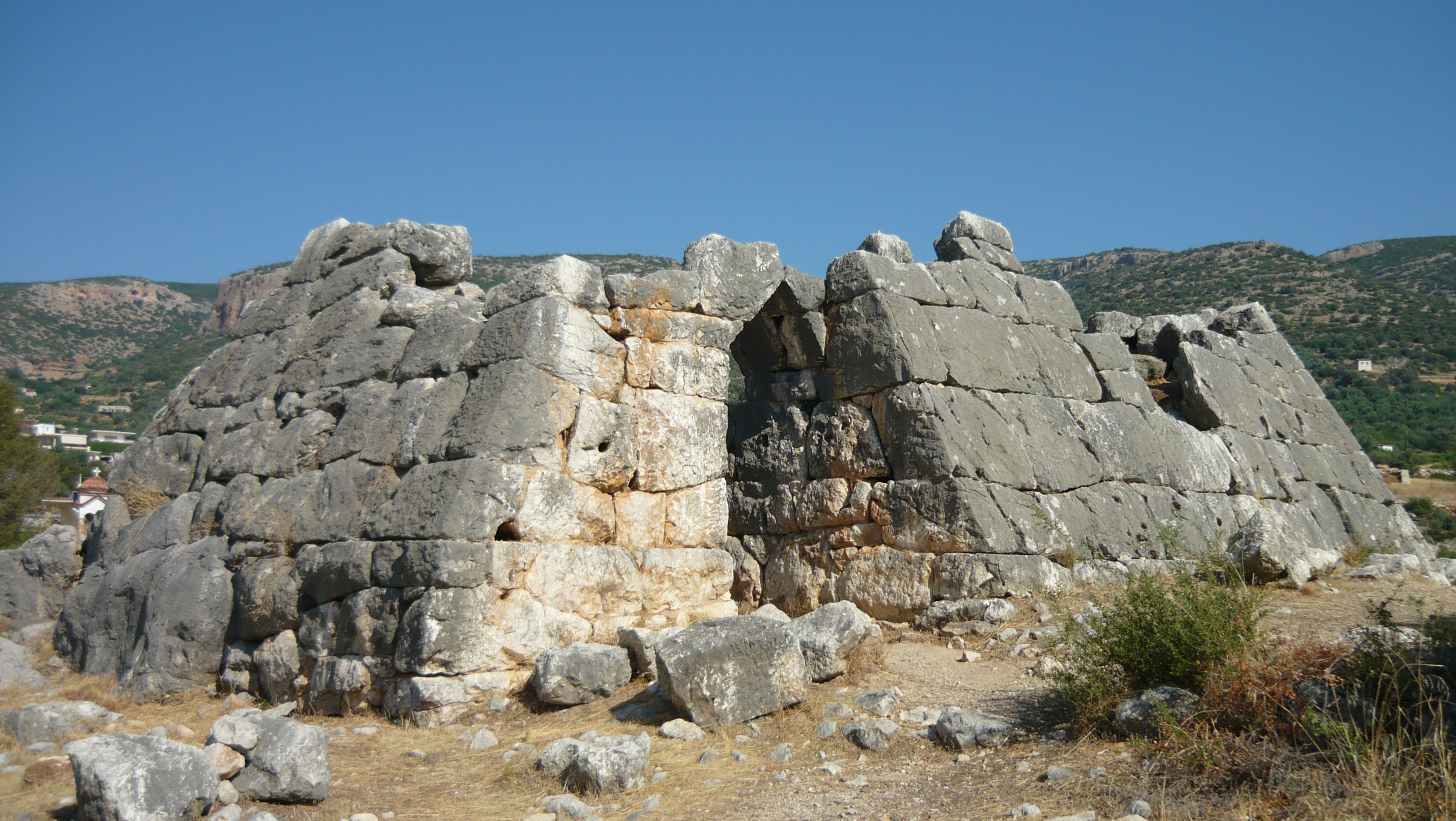

A Pirâmide de Hellinikon fica próxima de Argos, na Grécia. Foi construída no estilo reminiscente de paredes ciclópicas. Sua base é de 15x13 metros e a parede mais alta das que ainda estão de pé tem apenas 4,30m. Quando foi construída, ela tinha aproximadamente 10 metros de altura. Uma análise termo luminescente da pirâmide em 1997 fixou a data de construção em 2720 a.C.